# Nico Young
Nico Young (* 27. Juli 2002 in Camarillo, Kalifornien) ist ein US-amerikanischer Leichtathlet, der sich auf den Langstreckenlauf spezialisiert hat.

## Sportliche Laufbahn
Nico Young wuchs im kalifornischen Camarillo auf und absolviert ein Studium an der Northern Arizona University. 2024 wurde er NCAA-Hallenmeister über 3000 und 5000 Meter und im selben Jahr startete er im 10.000-Meter-Lauf bei den Olympischen Sommerspielen in Paris und belegte dort in 26:58,11 min den zwölften Platz.

## Persönliche Bestleistungen
- 1500 Meter: 3:34,56 min, 4. Mai 2024 in Los Angeles
- Meile: 3:56,00 min, 29. Januar 2022 in Seattle
  - 3000 Meter (Halle): 7:37,73 min, 2. Dezember 2023 in Boston
- 5000 Meter: 13:11,30 min, 6. Mai 2022 in San Juan Capistrano
  - 5000 Meter (Halle): 12:57,14 min, 26. Januar 2024 in Boston
- 10.000 Meter: 26:52,72 min, 16. März 2024 in San Juan Capistrano